# Gnaeus Granius
Gnaeus Granius und Quintus Granius waren zwei Mitglieder des römischen Geschlechts der Granii und Anhänger des Gaius Marius. Nachdem dieser 88 v. Chr. im Kampf gegen Sulla um die Behauptung Roms unterlegen war, wurde er mit seinen wichtigsten Anhängern von Sulla geächtet. So erging es auch Gnaeus und Quintus Granius.
Einer der beiden hier behandelten Granii – welcher, ist infolge der fehlenden Angabe des Pränomens nicht zu entscheiden – schloss sich Marius auf dessen Flucht aus Rom an. Er war laut Plutarch der Stiefsohn des Marius, doch liegen sonst keine Informationen über eine frühere Ehe der Iulia, der Gattin des Marius, mit einem Granius vor. Als Marius in Ostia ankam, bestieg er ein Schiff seines Freundes Numerius und wurde dabei von seinem Stiefsohn Granius und anderen Geächteten begleitet. Infolge eines heftigen Sturms mussten die nach Süden segelnden Flüchtigen aber beim circeischen Vorgebirge landen. Später, als sie in die Nähe von Minturnae gelangt waren, sahen sie heransprengende Reiter und gleichzeitig in Küstennähe zwei Frachtschiffe. Daraufhin suchten sie sich schwimmend zu den Schiffen zu retten. Granius gelang es mit anderen Gefährten, eines der beiden Wasserfahrzeuge zu erreichen und darauf zur Insel Aenaria (Ischia) überzusetzen. Marius geriet dagegen zuerst in Gefangenschaft, entkam aber und traf später Granius und seine Freunde auf Aenaria wieder. Sie segelten nun nach Nordafrika weiter. Das fernere Schicksal des Granius ist unbekannt, da er nicht mehr in den Quellen auftaucht.